# لایت ناول

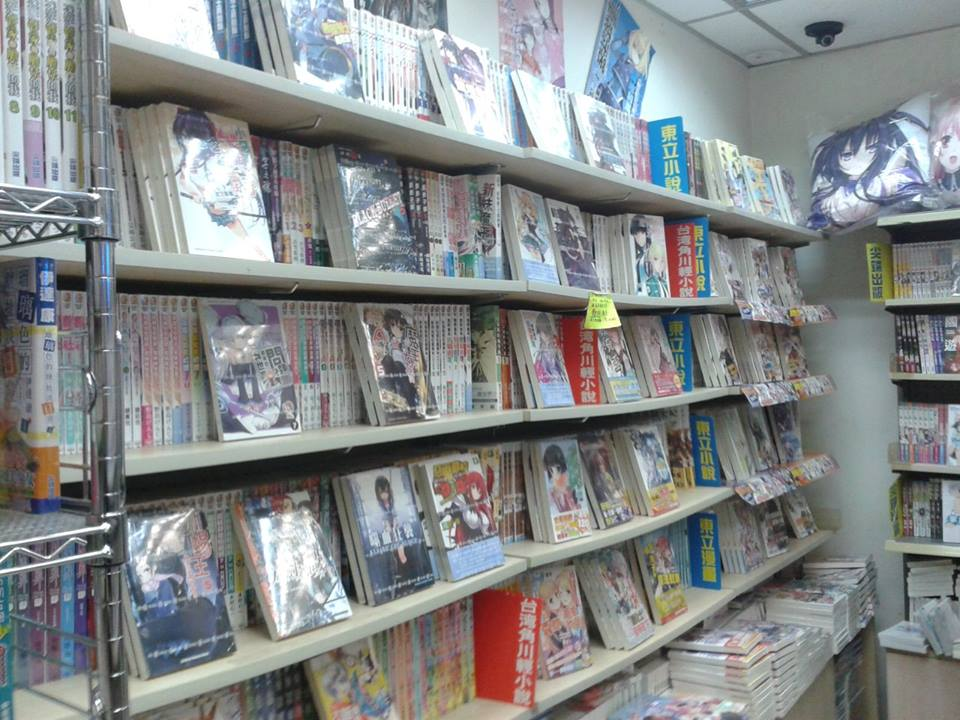
کتاب‌فروشی لایت ناول در ماکائو

لایت ناول یا رمان راحت‌خوان  (به ژاپنی: ライトノベル raito noberu) (به انگلیسی: Light Novel) یک سبک از رمان‌نویسی ژاپنی است که به‌طور معمول بیش از ۴۰ تا ۵۰ هزار کلمه نمی‌باشد و در درجه اول دانش‌آموزان مقطع متوسط و دبیرستانی را هدف قرار می‌دهد. لایت ناول‌ها اغلب برنامه‌ریزی نشر به خصوصی دارند و معمولاً در اندازهٔ بونکوبون (ورقی کوچک که اکثراً به اندازه A۶ است) منتشر می‌شوند و اغلب مصورسازی شده هستند.
در سال‌های اخیر، استفاده از داستان لایت ناول‌ها برای اقتباس مانگا و انیمه بسیار محبوبیت پیدا کرده‌است که از این دسته می‌توان به اثرهای معروفی همچون ری زیرو ، هاروهی سوزومیا، فول متال پانیک!، هنر شمشیرزنی آنلاین و ۸۶  اشاره کرد. لایت ناول‌ها اغلب در مجلات ادبی منتشر می‌شوند و در کشور ژاپن بسیار پرطرفدار هستند.
- لایت ناول چیست؟